# Michael Stegger Jensen
Michael Stegger Jensen (født 21. juli 1981) er en dansk lokalpolitiker, som repræsenterer Socialdemokratiet. Han blev på det konstituerende møde 8. december 2021 af et enstemmigt byråd valgt til borgmester i Syddjurs Kommune fra og med 1. januar 2022.
Han blev første gang valgt til kommunalbestyrelsen i Syddjurs kommune ved valget i 2017 med 679 personlige stemmer. I sin første periode sad han i Økonomiudvalget og var gruppeformand i den socialdemokratiske byrådsgruppe. I løbet af byrådsperioden blev han 18. maj 2020 valgt til spidskandidat til kommunalvalget i 2021.
Ved valget i 2021 fik han 1812 personlige stemmer og blev 1. januar 2022 både den yngste borgmester i Syddjurs kommunes historie og den første til at genvinde borgmesterposten til sit parti. Denne havde de tre foregående valg skiftet mellem Socialdemokratiet, Socialistisk Folkeparti og Venstre.